# 脂の木曜日

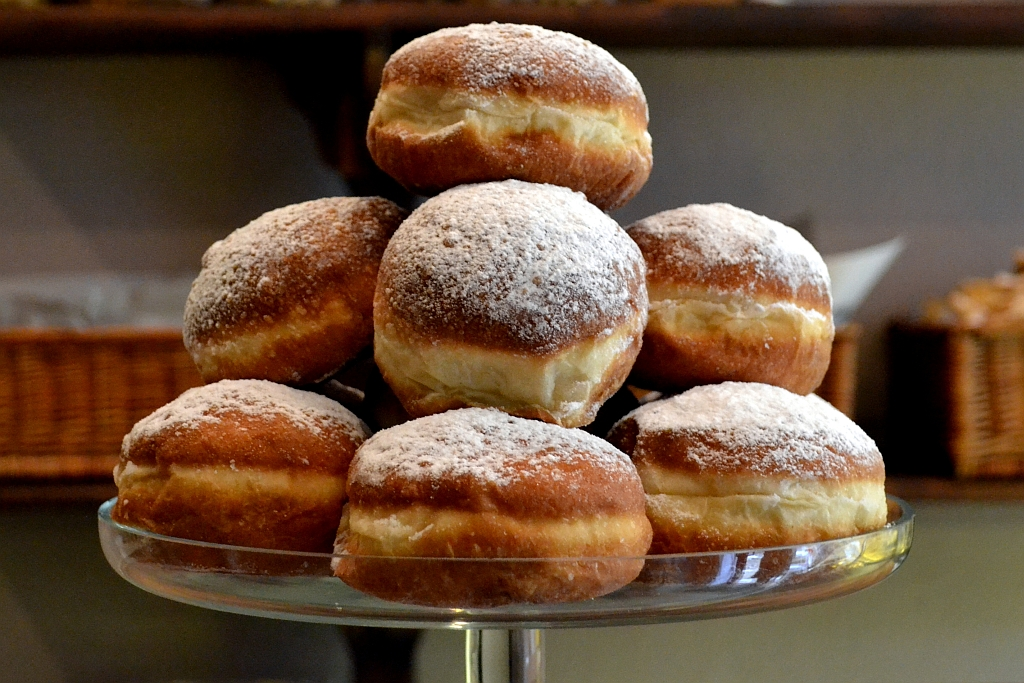
ポンチキ

脂の木曜日 (英語: Fat Thursday, ドイツ語: Schmotziger Donnerstag, ポーランド語: tłusty czwartek (トゥスティ・チファルテック))は、キリスト教の伝統的な祝祭日の一つである。

## 概要

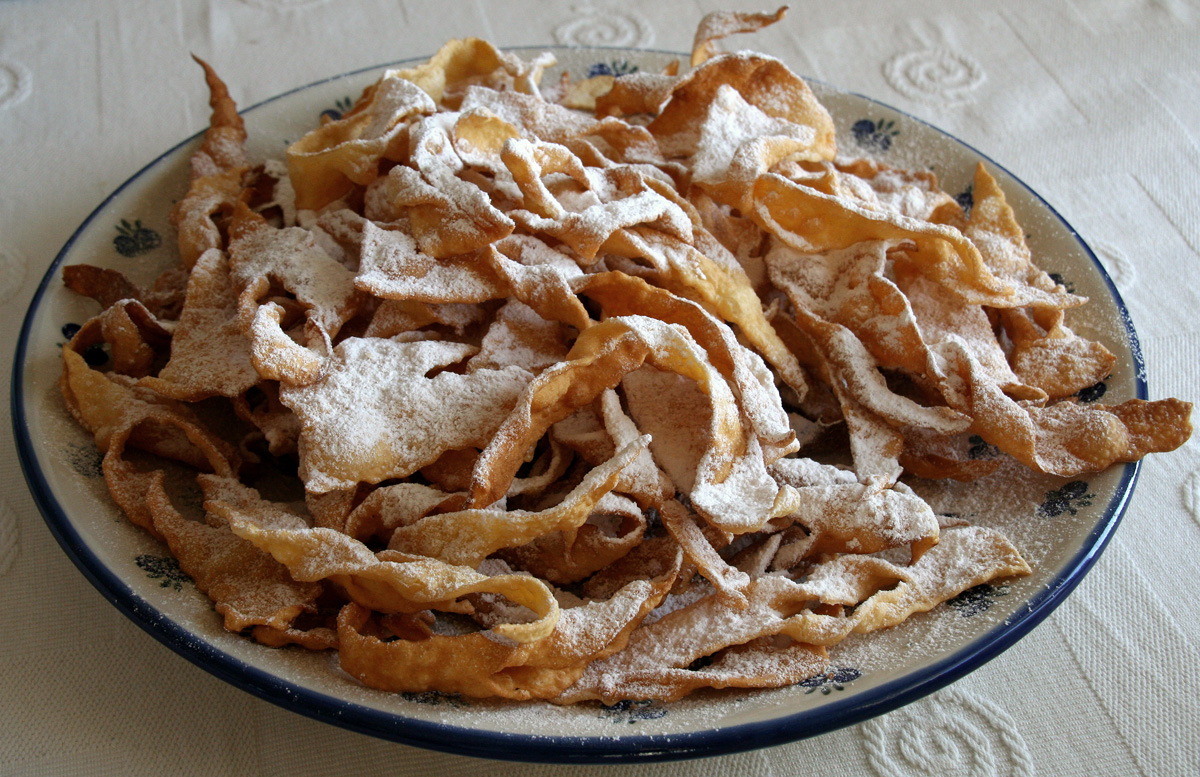
ファボルキ

脂の木曜日は四旬節の直前の木曜日 (つまり、灰の水曜日の6日前、復活祭の52日前、聖木曜日のちょうど7週間前) にあたる日で、謝肉祭（カーニバル）の期間中に相当する。
四旬節の期間中は断食（あるいは節制）が必要となるため、その前に大量のお菓子やご馳走を食べておく、という日である。また四旬節期間中に消費できなくなる乳製品や卵、あるいは肉などの食材をこの日に使い切っておくという目的もある。
脂の木曜日に食べられる代表的なお菓子として、ポーランドのポンチキやファボルキ、ドイツのベルリーナー・プファンクーヘンやアプフェルキューヒレなどのドーナツ・揚げ菓子類が有名である。また、ギリシャではこの日に肉類が多く食される習慣がある。
同様の趣旨の祝祭日として、灰の水曜日の前日にあたる火曜日にご馳走やお菓子を食べるマルディグラ（フランス）、パンケーキ・デイ（イギリス）などがある。
また、日付/期間は異なるが、ロシアにおけるマースレニッツァも類似する趣旨の祝祭である。

## 日付
脂の木曜日は灰の水曜日などと同様、復活祭の日付に影響される為、年毎に日付が異なる。
- 2007年 - 2月15日
- 2008年 - 1月31日
- 2009年 - 2月19日
- 2010年 - 2月11日
- 2011年 - 3月3日
- 2012年 - 2月16日
- 2013年 - 2月7日
- 2014年 - 2月27日
- 2015年 - 2月12日
- 2016年 - 2月4日
- 2017年 - 2月23日
- 2018年 - 2月8日
- 2019年 - 2月28日
- 2020年 - 2月20日
- 2021年 - 2月11日
- 2022年 - 2月24日
- 2023年 - 2月16日
- 2024年 - 2月8日